# (1865) Cerberus
(1865) Cerberus ist ein Asteroid aus der Gruppe der Apollo-Asteroiden. Cerberus wurde am 26. Oktober 1971 von Luboš Kohoutek in Hamburg-Bergedorf entdeckt.
Der Asteroid ist nach dem griechisch-mythologischen Monster Cerberus benannt.